# Superallsvenskan i ishockey 2003
Superallsvenskan i ishockey 2003 spelades vårsäsongen 2003 och var den fjärde gången som Superallsvenskan spelades. Superallsvenskan bestod av de fyra främsta lagen i Allsvenskan Norra respektive Södra. Samtliga lag mötte varandra två gånger, hemma och borta, och spelade totalt 14 matcher. De två främsta lagen gick vidare till Kvalserien medan lag 3 till 6 gick vidare till playoffspel. De övriga två lagen fick spela Allsvenskan nästa säsong. Matcherna spelades med trepoängssystem, max fem minuters overtime och straffar.

## Tabell
Lag 1–2: Kvalificerade för Kvalserien

Lag 3–6: Kvalificerade för playoffspel

Lag 7–8: Kvalificerade för Allsvenskan
| Nr | Lag            | S  | V | ÖV | ÖF | F  | GM | IM | MS  | P  |
| -- | -------------- | -- | - | -- | -- | -- | -- | -- | --- | -- |
| 1  | Hammarby IF    | 14 | 8 | 2  | 1  | 3  | 50 | 38 | +12 | 29 |
| 2  | Rögle BK       | 14 | 8 | 1  | 2  | 3  | 46 | 34 | +12 | 28 |
| 3  | Bofors IK      | 14 | 6 | 3  | 1  | 4  | 40 | 36 | +4  | 25 |
| 4  | Skellefteå AIK | 14 | 7 | 3  | 0  | 4  | 51 | 32 | +19 | 27 |
| 5  | IF Björklöven  | 14 | 6 | 1  | 1  | 6  | 49 | 47 | +2  | 21 |
| 6  | AIK            | 14 | 4 | 2  | 1  | 7  | 34 | 41 | −7  | 17 |
| 7  | Mora IK        | 14 | 3 | 2  | 1  | 8  | 41 | 59 | −18 | 14 |
| 8  | IK Oskarshamn  | 14 | 3 | 0  | 1  | 10 | 32 | 57 | −25 | 10 |